# جورج إنغلوند
جورج إنغلوند (بالإنجليزية: George Englund)‏ هو كاتب سيناريو ومونتير ومنتج أفلام ومخرج وممثل أمريكي، ولد في 22 يونيو 1926 في واشنطن العاصمة في الولايات المتحدة، وتوفي في 14 سبتمبر 2017 في لوس أنجلوس في الولايات المتحدة.

## وصلات خارجية
- جورج إنغلوند على موقع IMDb (الإنجليزية)
- جورج إنغلوند على موقع روتن توميتوز (الإنجليزية)
- جورج إنغلوند على موقع ألو سيني (الفرنسية)
- جورج إنغلوند على موقع أول موفي (الإنجليزية)
- جورج إنغلوند على موقع قاعدة بيانات برودواي على الإنترنت (الإنجليزية)
- جورج إنغلوند على موقع قاعدة بيانات الأفلام السويدية (السويدية)
- جورج إنغلوند على موقع قاعدة بيانات الفيلم (الإنجليزية)
- جورج إنغلوند على موقع كينوبويسك (الروسية)